# Elymnias toliana
Elymnias toliana är en fjärilsart som beskrevs av Hans Fruhstorfer 1899. Elymnias toliana ingår i släktet Elymnias och familjen praktfjärilar. Inga underarter finns listade i Catalogue of Life.